# Бетиньш, Роберт Карлович
Роберт Карлович Бетиньш (латыш. Roberts Bētiņš; 9 марта 1875, хутор Бетини, Берсгофская волость, Добленский уезд, Курляндская губерния, Российская империя (ныне Добельский край Латвии) — 11 сентября 1961, Нашуа, Нью-Гэмпшир, США) — латышский шахматист и финансист.
В молодые годы участник ряда шахматных соревнований; крупнейший успех — победа в 1-м конгрессе Прибалтийского шахматного союза (1899). В дальнейшем отошёл от активных занятий шахматами.
Работал в банковской сфере, возглавлял несколько крупных финансовых учреждений в межвоенной Латвии. В 1932 г. удостоен Ордена Трёх звёзд третьей степени.
В 1944 г. эмигрировал в Германию, затем в США.